# Liste des villes d'Ukraine
Liste des villes d'Ukraine, par ordre alphabétique. 
Au 1er janvier 2010, 459 communes ukrainiennes ont le statut de ville. Elles se répartissent en trois catégories :
- 2 villes ont un statut spécial (en ukrainien : Спеціальний статус) : Kiev et Sébastopol
- 178 villes sont subordonnées à un oblast (en ukrainien : Місто областного значення) ou à la république autonome de Crimée
- 279 villes sont subordonnées à un raïon (district) (en ukrainien : Місто районного значення)

Au recensement de 2001, il y avait 454 villes et au recensement de 1989 leur nombre était de 434 .

## Carte
| \| 200 km1:6 307 000 Capitale nationale Capitale régionale Ville à statut spécial Population > 100 000 hab. Population > 40 000 hab. \| ROUMANIE MOLDAVIE POLOGNE BIÉLORUSSIE RUSSIE Crimée HONGRIE Slovaquie Mer Noire Mer d'Azov Détroit de Kertch Pripiat Tchernobyl Kiev Simferopol Odessa Dnipro Donetsk Ivano-Frankivsk Jytomyr Kharkiv Kherson Khmelnytskyï Kropyvnytskyï Louhansk Lviv Mykolaïv Poltava Tcherkassy Tchernihiv Tchernivtsi Oujhorod Rivne Soumy Ternopil Vinnytsia Loutsk Zaporijjia Sébastopol Bila Tserkva Eupatoria Kertch Kamianske Nikopol Pavlohrad Horlivka Kramatorsk Kryvyï Rih Makiïvka Marioupol Altchevsk Lyssytchansk Sievierodonetsk Krementchouk Berdiansk Melitopol Feodossia Yalta Izmaïl Kalouch Kolomya Berdytchiv Korosten Novohrad-Volynskyï Izioum Lozova Nova Kakhovka Kamianets-Podilskyï Oleksandria Antratsyt Brianka Roubijne Kadiïvka Drohobytch Stryï Tchervonohrad Pervomaïsk Horichni Plavni Loubny Ouman Smila Prylouky Moukatchevo Chostka Konotop Kovel Novovolynsk Enerhodar Chepetivka |
| 200 km1:6 307 000 Capitale nationale Capitale régionale Ville à statut spécial Population > 100 000 hab. Population > 40 000 hab. |

| 200 km1:6 307 000 Capitale nationale Capitale régionale Ville à statut spécial Population > 100 000 hab. Population > 40 000 hab. |

| \| 200 km1:6 307 000 Capitale nationale Capitale régionale Ville à statut spécial Population > 100 000 hab. Population > 40 000 hab. \| ROUMANIE MOLDAVIE POLOGNE BIÉLORUSSIE RUSSIE Crimée HONGRIE Slovaquie Mer Noire Mer d'Azov Détroit de Kertch Pripiat Tchernobyl Kiev Simferopol Odessa Dnipro Donetsk Ivano-Frankivsk Jytomyr Kharkiv Kherson Khmelnytskyï Kropyvnytskyï Louhansk Lviv Mykolaïv Poltava Tcherkassy Tchernihiv Tchernivtsi Oujhorod Rivne Soumy Ternopil Vinnytsia Loutsk Zaporijjia Sébastopol Bila Tserkva Eupatoria Kertch Kamianske Nikopol Pavlohrad Horlivka Kramatorsk Kryvyï Rih Makiïvka Marioupol Altchevsk Lyssytchansk Sievierodonetsk Krementchouk Berdiansk Melitopol Feodossia Yalta Izmaïl Kalouch Kolomya Berdytchiv Korosten Novohrad-Volynskyï Izioum Lozova Nova Kakhovka Kamianets-Podilskyï Oleksandria Antratsyt Brianka Roubijne Kadiïvka Drohobytch Stryï Tchervonohrad Pervomaïsk Horichni Plavni Loubny Ouman Smila Prylouky Moukatchevo Chostka Konotop Kovel Novovolynsk Enerhodar Chepetivka |
| 200 km1:6 307 000 Capitale nationale Capitale régionale Ville à statut spécial Population > 100 000 hab. Population > 40 000 hab. |

| 200 km1:6 307 000 Capitale nationale Capitale régionale Ville à statut spécial Population > 100 000 hab. Population > 40 000 hab. |

## Liste
- Haut – A
- B
- C
- D
- E
- F
- G
- H
- I
- J
- K
- L
- M
- N
- O
- P
- Q
- R
- S
- T
- U
- V
- W
- X
- Y
- Z

### A
- Almazna (oblast de Louhansk)
- Alouchta (Crimée)
- Aloupka (Crimée)
- Altchevsk (oblast de Louhansk)
- Amvrossiïvka (oblast de Donetsk)
- Ananiv (oblast d'Odessa)
- Androuchivka (oblast de Jytomyr)
- Antratsyt (oblast de Louhansk)
- Apostolove (oblast de Dnipropetrovsk)
- Armiansk (Crimée)
- Artsyz (oblast d'Odessa)
- Avdiïvka (oblast de Donetsk)

### B
- Bachtanka (oblast de Mykolaïv)
- Bakhmatch (oblast de Tchernihiv)
- Bakhmout (oblast de Donetsk)
- Bakhtchyssaraï (Crimée)
- Balakliia (oblast de Kharkiv)
- Balta (oblast d'Odessa)
- Bar (oblast de Vinnytsia)
- Baranivka (oblast de Jytomyr)
- Barvinkove (oblast de Kharkiv)
- Batouryn (oblast de Tchernihiv)
- Belz (oblast de Lviv)
- Berchad (oblast de Vinnytsia)
- Berdiansk (oblast de Zaporijjia)
- Berdytchiv (oblast de Jytomyr)
- Berehove (oblast de Transcarpatie)
- Berejany (oblast de Ternopil)
- Berestetchko (oblast de Volhynie)
- Berezan (oblast de Kiev)
- Berezivka (oblast d'Odessa)
- Berezne (oblast de Rivne)
- Beryslav (oblast de Kherson)
- Bibrka (oblast de Lviv)
- Bila Tserkva (oblast de Kiev)
- Bilhorod-Dnistrovskyï (oblast d'Odessa)
- Biliaïvka (oblast d'Odessa)
- Bilohirsk (Crimée)
- Bilopillia (oblast de Soumy)
- Bilozerske (oblast de Donetsk)
- Bilytske (oblast de Donetsk)
- Blahovichtchenske (oblast de Kirovohrad)
- Bobrovytsia (oblast de Tchernihiv)
- Bobrynets (oblast de Kirovohrad)
- Bohodoukhiv (oblast de Kharkiv)
- Bohouslav (oblast de Kiev)
- Boïarka (oblast de Kiev)
- Bokovo Khroustalne (oblast de Louhansk)
- Bolekhiv (oblast d'Ivano-Frankivsk)
- Bolhrad (oblast d'Odessa)
- Borchtchiv (oblast de Ternopil)
- Boryslav (oblast de Lviv)
- Boryspil (oblast de Kiev)
- Borzna (oblast de Tchernihiv)
- Bounhe (oblast de Donetsk)
- Bourchtyn (oblast d'Ivano-Frankivsk)
- Bouryn (oblast de Soumy)
- Bousk (oblast de Lviv)
- Boutcha (oblast de Kiev)
- Boutchatch (oblast de Ternopil)
- Brianka (oblast de Louhansk)
- Brody (oblast de Lviv)
- Brovary (oblast de Kiev)

### C
- Chakhtarsk (oblast de Donetsk)
- Charhorod (oblast de Vinnytsia)
- Chepetivka (oblast de Khmelnytskyï)
- Chostka (oblast de Soumy)
- Choumsk (oblast de Ternopil)
- Chpola (oblast de Tcherkassy)
- Chtchastia (oblast de Louhansk)
- Chtcholkine (Crimée)

### D
- Debaltseve (oblast de Donetsk)
- Derajnia (oblast de Khmelnytskyï)
- Derhatchi (oblast de Kharkiv)
- Djankoï (Crimée)
- Dnipro (oblast de Dnipropetrovsk)
- Dniproroudne (oblast de Zaporijjia)
- Dobromyl (oblast de Lviv)
- Dobropillia (oblast de Donetsk)
- Dokoutchaïevsk (oblast de Donetsk)
- Dolyna (oblast d'Ivano-Frankivsk)
- Dolynska (oblast de Kirovohrad)
- Donetsk (oblast de Donetsk)
- Doubliany (oblast de Lviv)
- Doubno (oblast de Rivne)
- Doubrovytsia (oblast de Rivne)
- Dounaïvtsi (oblast de Khmelnytskyï)
- Dovjansk (oblast de Louhansk)
- Drohobytch (oblast de Lviv)
- Droujba (oblast de Soumy)
- Droujkivka (oblast de Donetsk)

### E
- Enerhodar (oblast de Zaporijjia)
- Eupatoria (Crimée)

### F
- Fastiv (oblast de Kiev)
- Feodossia (Crimée)

### H
- Hadiatch (oblast de Poltava)
- Haïssyn (oblast de Vinnytsia)
- Haïvoron (oblast de Kirovohrad)
- Halytch (oblast d'Ivano-Frankivsk)
- Henitchesk (oblast de Kherson)
- Hertsa (oblast de Tchernivtsi)
- Hirnyk (oblast de Donetsk)
- Hirske (oblast de Louhansk)
- Hlobyne (oblast de Poltava)
- Hloukhiv (oblast de Soumy)
- Hlyniany (oblast de Lviv)
- Hnivan (oblast de Vinnytsia)
- Hola Prystan (oblast de Kherson)
- Holoubivka (oblast de Louhansk)
- Holovanivsk (oblast de Kirovohrad)
- Horichni Plavni (oblast de Poltava)
- Horlivka (oblast de Donetsk)
- Horodenka (oblast d'Ivano-Frankivsk)
- Horodnia (oblast de Tchernihiv)
- Horodok (oblast de Khmelnytskyï)
- Horodok (oblast de Lviv)
- Horodychtche (oblast de Tcherkassy)
- Horokhiv (oblast de Volhynie)
- Houliaïpole (oblast de Zaporijjia)
- Hrebinka (oblast de Poltava)

### I
- Ienakiieve (oblast de Donetsk)
- Illintsi (oblast de Vinnytsia)
- Ilovaïsk (oblast de Donetsk)
- Inkerman (Sébastopol)
- Irchava (oblast de Transcarpatie)
- Irmino (oblast de Louhansk)
- Irpin (oblast de Kiev)
- Itchnia (oblast de Tchernihiv)
- Ivano-Frankivsk (oblast d'Ivano-Frankivsk)
- Iziaslav (oblast de Khmelnytskyï)
- Izioum (oblast de Kharkiv)
- Izmaïl (oblast d'Odessa)

### J
- Jachkiv (oblast de Tcherkassy)
- Jdanivka (oblast de Donetsk)
- Jmerynka (oblast de Vinnytsia)
- Jovkva (oblast de Lviv)
- Jovti Vody (oblast de Dnipropetrovsk)
- Jydatchiv (oblast de Lviv)
- Jytomyr (oblast de Jytomyr)

### K
- Kadiïvka (oblast de Louhansk)
- Kaharlyk (oblast de Kiev)
- Kakhovka (oblast de Kherson)
- Kalmiouske (oblast de Donetsk)
- Kalouch (oblast d'Ivano-Frankivsk)
- Kalynivka (oblast de Vinnytsia)
- Kamianets-Podilskyï (oblast de Khmelnytskyï)
- Kamianka (oblast de Tcherkassy)
- Kamianka-Bouzka (oblast de Lviv)
- Kamianka-Dniprovska (oblast de Zaporijjia)
- Kamianske (oblast de Dnipropetrovsk)
- Kamin-Kachyrskyï (oblast de Volhynie)
- Kaniv (oblast de Tcherkassy)
- Karlivka (oblast de Poltava)
- Kertch (Crimée)
- Kharkiv (oblast de Kharkiv)
- Khartsyzk (oblast de Donetsk)
- Kherson (oblast de Kherson)
- Khmelnytskyï (oblast de Khmelnytskyï)
- Khmilnyk (oblast de Vinnytsia)
- Khodoriv (oblast de Lviv)
- Khorol (oblast de Poltava)
- Khorostkiv (oblast de Ternopil)
- Khotyn (oblast de Tchernivtsi)
- Khoust (oblast de Transcarpatie)
- Khrestivka (oblast de Donetsk)
- Khroustalny (oblast de Louhansk)
- Khrystynivka (oblast de Tcherkassy)
- Khyriv (oblast de Lviv)
- Kiev (Kiev)
- Kilia (oblast d'Odessa)
- Kitsman (oblast de Tchernivtsi)
- Kivertsi (oblast de Volhynie)
- Kobeliaky (oblast de Poltava)
- Kodyma (oblast d'Odessa)
- Kolomya (oblast d'Ivano-Frankivsk)
- Komarno (oblast de Lviv)
- Konotop (oblast de Soumy)
- Kopytchyntsi (oblast de Ternopil)
- Korets (oblast de Rivne)
- Korioukivka (oblast de Tchernihiv)
- Korosten (oblast de Jytomyr)
- Korostychiv (oblast de Jytomyr)
- Korsoun-Chevtchenkivskyï (oblast de Tcherkassy)
- Kossiv (oblast d'Ivano-Frankivsk)
- Kostiantynivka (oblast de Donetsk)
- Kostopil (oblast de Rivne)
- Koupiansk (oblast de Kharkiv)
- Kourakhove (oblast de Donetsk)
- Kovel (oblast de Volhynie)
- Koziatyn (oblast de Vinnytsia)
- Kramatorsk (oblast de Donetsk)
- Krasnohorivka (oblast de Donetsk)
- Krasnohrad (oblast de Kharkiv)
- Krasnoperekopsk (Crimée)
- Krassyliv (oblast de Khmelnytskyï)
- Krementchouk (oblast de Poltava)
- Kremenets (oblast de Ternopil)
- Kreminna (oblast de Louhansk)
- Krolevets (oblast de Soumy)
- Kropyvnytskyï (oblast de Kirovohrad)
- Kryvy Rih (oblast de Dnipropetrovsk)
- Kypoutche (oblast de Louhansk)

### L
- Ladyjyn (oblast de Vinnytsia)
- Lanivtsi (oblast de Ternopil)
- Lebedyn (oblast de Soumy)
- Liouboml (oblast de Volhynie)
- Lioubotyn (oblast de Kharkiv)
- Lokhvytsia (oblast de Poltava)
- Loubny (oblast de Poltava)
- Louhansk (oblast de Louhansk)
- Loutouhyne (oblast de Louhansk)
- Loutsk (oblast de Volhynie)
- Lozova (oblast de Kharkiv)
- Lviv (oblast de Lviv)
- Lyman (oblast de Donetsk)
- Lypovets (oblast de Vinnytsia)
- Lyssytchansk (oblast de Louhansk)

### M
- Makiïvka (oblast de Donetsk)
- Mala Vyska (oblast de Kirovohrad)
- Malyn (oblast de Jytomyr)
- Marhanets (oblast de Dnipropetrovsk)
- Marïnka (oblast de Donetsk)
- Marioupol (oblast de Donetsk)
- Melitopol (oblast de Zaporijjia)
- Milove (oblast de Louhansk)
- Mena (oblast de Tchernihiv)
- Merefa (oblast de Kharkiv)
- Mioussynsk (oblast de Louhansk)
- Mochtchena (oblast de Volhynie)
- Mohyliv-Podilskyï (oblast de Vinnytsia)
- Molodohvardiisk (oblast de Louhansk)
- Molotchansk (oblast de Zaporijjia)
- Monastyrychtche (oblast de Tcherkassy)
- Monastyryska (oblast de Ternopil)
- Morchyn (oblast de Lviv)
- Mospyne (oblast de Donetsk)
- Mostyska (oblast de Lviv)
- Moukatcheve (oblast de Transcarpatie)
- Mykhaïlivka, (oblast de Louhansk)
- Mykhaïlivka, (oblast de Zaporijjia)
- Mykolaïv (oblast de Lviv)
- Mykolaïv (oblast de Mykolaïv)
- Mykolaïvka (oblast de Donetsk)
- Myrhorod (oblast de Poltava)
- Myrnohrad (oblast de Donetsk)
- Myronivka (oblast de Kiev)

### N
- Nadvirna (oblast d'Ivano-Frankivsk)
- Nemyriv (oblast de Vinnytsia)
- Netichyn (oblast de Khmelnytskyï)
- Nijyn (oblast de Tchernihiv)
- Nikopol (oblast de Dnipropetrovsk)
- Nossivka (oblast de Tchernihiv)
- Nova Kakhovka (oblast de Kherson)
- Nova Odessa (oblast de Mykolaïv)
- Novhorod-Siverskyï (oblast de Tchernihiv)
- Novoaïdar (oblast de Louhansk)
- Novoazovsk (oblast de Donetsk)
- Novodnistrovsk (oblast de Tchernivtsi)
- Novodroujesk (oblast de Louhansk)
- Novohrad-Volynskyï (oblast de Jytomyr)
- Novohrodivka (oblast de Donetsk)
- Novoïavorivsk (oblast de Lviv)
- Novomoskovsk (oblast de Dnipropetrovsk)
- Novomyrhorod (oblast de Kirovohrad)
- Novooukraïnka (oblast de Kirovohrad)
- Novosselytsia (oblast de Tchernivtsi)
- Novovolynsk (oblast de Volhynie)
- Novyï Bouh (oblast de Mykolaïv)
- Novyï Kalyniv (oblast de Lviv)
- Novyï Rozdil (oblast de Lviv)

### O
- Oboukhiv (oblast de Kiev)
- Odessa (oblast d'Odessa)
- Okhtyrka (oblast de Soumy)
- Olechky (oblast de Kherson)
- Oleksandria (oblast de Kirovohrad)
- Oleksandrivsk (oblast de Louhansk)
- Olevsk (oblast de Jytomyr)
- Orikhiv (oblast de Zaporijjia)
- Oster (oblast de Tchernihiv)
- Ostroh (oblast de Rivne)
- Otchakiv (oblast de Mykolaïv)
- Ouhniv (oblast de Lviv)
- Oujhorod (oblast de Transcarpatie)
- Oukraïnka (oblast de Kiev)
- Oukraïnsk (oblast de Donetsk)
- Ouman (oblast de Tcherkassy)
- Oustylouh (oblast de Volhynie)
- Ouzyn (oblast de Kiev)
- Ovidiopol (oblast d'Odessa)
- Ovroutch (oblast de Jytomyr)

### P
- Pavlohrad (oblast de Dnipropetrovsk)
- Perchotravensk (oblast de Dnipropetrovsk)
- Perechtchepyne (oblast de Dnipropetrovsk)
- Pereiaslav (oblast de Kiev)
- Peremychliany (oblast de Lviv)
- Peretchyn (oblast de Transcarpatie)
- Perevalsk (oblast de Louhansk)
- Pervomaïsk (oblast de Louhansk)
- Pervomaïsk (oblast de Mykolaïv)
- Pervomaïskyï (oblast de Kharkiv)
- Petrovo Krasnosillia (oblast de Louhansk)
- Piatykhatky (oblast de Dnipropetrovsk)
- Pidhaïtsi (oblast de Ternopil)
- Pidhorodne (oblast de Dnipropetrovsk)
- Pivdenne (oblast de Kharkiv)
- Podilsk (oblast d'Odessa)
- Pohrebychtche (oblast de Vinnytsia)
- Pokrov (oblast de Dnipropetrovsk)
- Pokrovsk (oblast de Donetsk)
- Polohy (oblast de Zaporijjia)
- Polonne (oblast de Khmelnytskyï)
- Poltava (oblast de Poltava)
- Pomitchna (oblast de Kirovohrad)
- Popasna (oblast de Louhansk)
- Potchaïv (oblast de Ternopil)
- Poustomyty (oblast de Lviv)
- Poutyvl (oblast de Soumy)
- Prylouky (oblast de Tchernihiv)
- Prymorsk (oblast de Zaporijjia)
- Prypiat (oblast de Kiev)
- Pryvillia (oblast de Louhansk)
- Pyriatyn (oblast de Poltava)

### R
- Radekhiv (oblast de Lviv)
- Radomychl (oblast de Jytomyr)
- Radyvyliv (oblast de Rivne)
- Rakhiv (oblast de Transcarpatie)
- Rava-Rouska (oblast de Lviv)
- Reni (oblast d'Odessa)
- Rivne (oblast de Rivne)
- Rjychtchiv (oblast de Kiev)
- Rodynske (oblast de Donetsk)
- Rohatyn (oblast d'Ivano-Frankivsk)
- Rojychtche (oblast de Volhynie)
- Romny (oblast de Soumy)
- Roubijne (oblast de Louhansk)
- Roudky (oblast de Lviv)
- Rovenky (oblast de Louhansk)
- Rozdilna (oblast d'Odessa)

### S
- Saky (Crimée)
- Sambir (oblast de Lviv)
- Sarny (oblast de Rivne)
- Sébastopol (Sébastopol)
- Selydove (oblast de Donetsk)
- Semenivka (oblast de Tchernihiv)
- Seredyna-Bouda (oblast de Soumy)
- Sievierodonetsk (oblast de Louhansk)
- Simferopol (Crimée)
- Siversk (oblast de Donetsk)
- Skadovsk (oblast de Kherson)
- Skalat (oblast de Ternopil)
- Skole (oblast de Lviv)
- Skvyra (oblast de Kiev)
- Slavouta (oblast de Khmelnytskyï)
- Slavoutytch (oblast de Kiev)
- Slovianoserbsk (oblast de Louhansk)
- Sloviansk (oblast de Donetsk)
- Smila (oblast de Tcherkassy)
- Sniatyn (oblast d'Ivano-Frankivsk)
- Snihourivka (oblast de Mykolaïv)
- Snijne (oblast de Donetsk)
- Snovsk (oblast de Tchernihiv)
- Sokal (oblast de Lviv)
- Sokyriany (oblast de Tchernivtsi)
- Soledar (oblast de Donetsk)
- Sorokyne (oblast de Louhansk)
- Sosnivka (oblast de Lviv)
- Soudak (Crimée)
- Soudova Vychnia (oblast de Lviv)
- Soukhodilsk (oblast de Louhansk)
- Soumy (oblast de Soumy)
- Starobilsk (oblast de Louhansk)
- Starokostiantyniv (oblast de Khmelnytskyï)
- Staryï Krym (Crimée)
- Staryï Sambir (oblast de Lviv)
- Stebnyk (oblast de Lviv)
- Storojynets (oblast de Tchernivtsi)
- Stry (oblast de Lviv)
- Svaliava (oblast de Transcarpatie)
- Svatove (oblast de Louhansk)
- Sviatohirsk (oblast de Donetsk)
- Svitlodarsk (oblast de Donetsk)
- Svitlovodsk (oblast de Kirovohrad)
- Synelnykove (oblast de Dnipropetrovsk)

### T
- Talne (oblast de Tcherkassy)
- Tarachtcha (oblast de Kiev)
- Tatarbounary (oblast d'Odessa)
- Tavriisk (oblast de Kherson)
- Tchassiv Yar (oblast de Donetsk)
- Tcherkassy (oblast de Tcherkassy)
- Tchernihiv (oblast de Tchernihiv)
- Tchernivtsi (oblast de Tchernivtsi)
- Tchervonohrad (oblast de Lviv)
- Tchop (oblast de Transcarpatie)
- Tchornobyl (oblast de Kiev)
- Tchornomorsk (oblast d'Odessa)
- Tchortkiv (oblast de Ternopil)
- Tchouhouïv (oblast de Kharkiv)
- Tchyhyryne (oblast de Tcherkassy)
- Tchystiakove (oblast de Donetsk)
- Teplodar (oblast d'Odessa)
- Terebovlia (oblast de Ternopil)
- Ternivka (oblast de Dnipropetrovsk)
- Ternopil (oblast de Ternopil)
- Tetiïv (oblast de Kiev)
- Tiatchiv (oblast de Transcarpatie)
- Tloumatch (oblast d'Ivano-Frankivsk)
- Tokmak (oblast de Zaporijjia)
- Toretsk (oblast de Donetsk)
- Toultchyn (oblast de Vinnytsia)
- Tourka (oblast de Lviv)
- Trostianets (oblast de Soumy)
- Trouskavets (oblast de Lviv)
- Tysmenytsia (oblast d'Ivano-Frankivsk)

### V
- Vachkivtsi (oblast de Tchernivtsi)
- Valky (oblast de Kharkiv)
- Varach (oblast de Rivne)
- Vassylivka (oblast de Zaporijjia)
- Vassylkiv (oblast de Kiev)
- Vatoutine (oblast de Tcherkassy)
- Velyki Mosty (oblast de Lviv)
- Verkhivtseve (oblast de Dnipropetrovsk)
- Verkhnodniprovsk (oblast de Dnipropetrovsk)
- Vilniansk (oblast de Zaporijjia)
- Vilnohirsk (oblast de Dnipropetrovsk)
- Vinnytsia (oblast de Vinnytsia)
- Volnovakha (oblast de Donetsk)
- Volodymyr-Volynskyï (oblast de Volhynie)
- Volotchysk (oblast de Khmelnytskyï)
- Vorojba (oblast de Soumy)
- Vouhledar (oblast de Donetsk)
- Vouhlehirsk (oblast de Donetsk)
- Vovtchansk (oblast de Kharkiv)
- Voznesenivka (oblast de Louhansk)
- Voznessensk (oblast de Mykolaïv)
- Vychhorod (oblast de Kiev)
- Vychneve (oblast de Kiev)
- Vyjnytsia (oblast de Tchernivtsi)
- Vylkove (oblast d'Odessa)
- Vynnyky (oblast de Lviv)
- Vynohradiv (oblast de Transcarpatie)

### Y
- Yahotyn (oblast de Kiev)
- Yalta (Crimée)
- Yampil (oblast de Vinnytsia)
- Yaremtche (oblast d'Ivano-Frankivsk)
- Yassynouvata (oblast de Donetsk)
- Yavoriv (oblast de Lviv)
- Youjne (oblast d'Odessa)
- Youjnooukraïnsk (oblast de Mykolaïv)

### Z
- Zalichtchyky (oblast de Ternopil)
- Zalizne (oblast de Donetsk)
- Zaporijjia (oblast de Zaporijjia)
- Zastavna (oblast de Tchernivtsi)
- Zavodske (oblast de Poltava)
- Zbaraj (oblast de Ternopil)
- Zboriv (oblast de Ternopil)
- Zdolbouniv (oblast de Rivne)
- Zelenodolsk (oblast de Dnipropetrovsk)
- Zinkiv (oblast de Poltava)
- Zmiïv (oblast de Kharkiv)
- Znamianka (oblast de Kirovohrad)
- Zolotchiv (oblast de Lviv)
- Zolote (oblast de Louhansk)
- Zolotonocha (oblast de Tcherkassy)
- Zorynsk (oblast de Louhansk)
- Zouhres (oblast de Donetsk)
- Zvenyhorodka (oblast de Tcherkassy)
- Zymohiria (oblast de Louhansk)